# Социалистическая рабочая партия Хорватии
Социалистическая рабочая партия Хорватии, СРПХ (хорв. Socijalistička radnička partija Hrvatske, SRPH) — левая политическая партия Хорватии. Наряду с «Новыми левыми» и «Рабочим фронтом» представляет крайне левый фланг партийного спектра страны. Не имеет парламентского представительства.

## Идеология
Идеологическая основа партии представляет собой соединение многих левых концепций. В частности, на сайте партии написано:

«СРП выступает за строительство социализма 21-го века, социализма, свободного от бюрократизма, злоупотреблений и недемократических тенденций, имевших место в период первоначальной формы социализма, появившейся в слаборазвитых аграрных странах в XX веке».
СРП поддерживает «позитивные достижения социалистических, социал-демократических, коммунистических, христианско-социалистических и зелёных партий и движений в мире, и особенно движения трудящихся, профсоюзов и движения за рабочее самоуправление в Хорватии и бывшей Югославии». Партия поддерживает различные т. н. новые социальные движения, в частности, гей-парад в Загребе.
Одним из важнейших вопросов для СРП является историческая защита движения сопротивления в Югославии в период Второй мировой войны. «Мы будем бороться против любых попыток реабилитации всяких форм фашизма, так же как и ревизии истории периода между 1941 и 1990 годами», — говорится на сайте. Единственная из всех политических партий СРП рассматривает войну 1991—1995 годов как гражданскую войну, а не как войну за независимость.

## История
Партия была создана в 1997 году группой левых активистов вокруг газеты «Hrvatska ljevica» (Хорватская левая). Шеф-редактором газеты был Стипе Шувар, после образования партии ставший её президентом. После ухода в отставку Шувара в 2004 году пост президента партии занял Иван Пльеша.
Партия участвовала в парламентских выборах 2000 и 2003 годов. На первых она получила 0,66 % (18 863 голоса), на вторых — 0,59 % (15 515 голосов). После выборов 2000 года группа активистов «Социалистической молодёжи», молодёжного крыла СРП, вышла из партии и создала партию «Зелёные левые Хорватии».
Партия участвовала в муниципальных выборах 2001 года, получив небольшое число мест. В основном, это были общины с этнически смешанным населением, такие как Дарувар, Доньи-Лапац, Врховине и другие места. На муниципальных выборах 2005 года партия сформировала единый список с Социал-демократическим союзом, Новой альтернативной партией — Зеленым движением и «Зелеными левыми Хорватии», не получив, однако, ни одного места в региональных ассамблеях.
В 2004 году из СРП вышло некоторое количество членов и сформировало Социалистическую партию Хорватии — Левую альтернативу. Большинство организации, включая молодёжное крыло и редакцию «Hrvatska ljevica», остались в составе СРП.
Для участия во всеобщих выборах 2007 года была образована Левая коалиция в составе СРП, «Хорватских левых» и других организаций. Альянс набрал всего около 10 000 голосов и 0,4 %.

## Президенты СРП
- 1997—2004 Стипе Шувар (Stipe Šuvar)
- с 2004 Иван Пльеша (Ivan Plješa)
- с 2016 Владо Бушич (Vlado Bušić)

## Издания и влияние
Официальным изданием СРП является газета «Novosti s ljevice», организация в Сплите издает собственную газету «Gariful». Активисты и сторонники партии участвует в издании известного марксистского журнала «Novi Plamen» (Новое пламя). Вице-президент партии Филип Эрцег является шеф-редактором этого журнала.
Партии симпатизируют многие представители хорватской интеллектуальной элиты. В их числе Предраг Матвеевич, Слободан Шнайдер, Лордан Зафранович, Раде Шербеджия и другие. Ранее членом СРП являлся философ Милан Кангрга, однако вышел из партии после смерти Стипе Шувара.

## Молодёжная организация

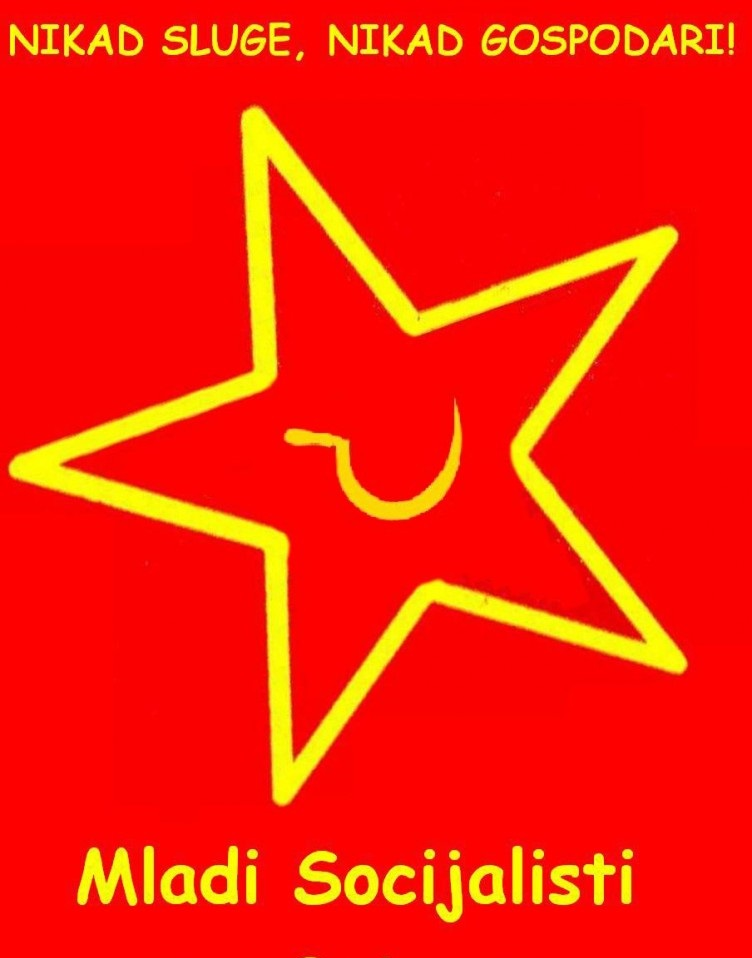
Эмблема Молодых социалистов Хорватии

«Молодые социалисты Хорватии», МС (хорв. Mladi Socijalisti Hrvatske), до 2010 года «Социалистическая молодёжь Хорватии», СМ (хорв. Socijalistička omladina Hrvatske, SO) — молодёжное крыло СРП. Организация была создана в 1998 году. Является крупнейшей молодёжной организацией страны. Некоторые члены МС избраны в состав президиума СРП. Лозунгом организации является «Никаких рабов, никаких хозяев!» (Nikad sluge, nikad gospodari!).
В составе СМ действуют многие активисты другой левой организации «Рабочая борьба» (РБ, Radnička borba), близкой к троцкистскому Четвёртому интернационалу.
В 2008 году часть СМ выделилась в отдельную антиимпериалистическую марксистско-ленинскую организацию «Красное действие» хорв. Crvena akcija).